# Marvin's Marvelous Mechanical Museum
Marvin's Marvelous Mechanical Museum, ubicado en Farmington Hills, Michigan, es una sala de juegos y museo dedicada a una gran colección de maniquíes animatrónicos que funcionan con monedas, juegos mecánicos y otras rarezas. Las exhibiciones incluyen, por ejemplo, la clásica máquina de adivinación gitana que solía adornar muchos espectáculos secundarios de carnaval. La mayoría de las máquinas aún funcionan, por lo que se anima a los visitantes a traer cambio. Marvin's está abierto los 365 días del año.
El fundador del museo, Marvin Yagoda, había estado recolectando los artículos que pueblan el museo de 5500 pies cuadrados (511 m²) desde hace más de 60 años. Se graduó de la Universidad de Michigan en Ann Arbor como farmacéutico y se hizo cargo de la tienda de su padre, Sam's Drugs en Detroit. Yagoda era un experto reconocido en el campo de los aparatos de juego mecánicos y eléctricos; ha estado involucrado en la tasación de dichos artículos para la serie de televisión American Pickers. Yagoda murió el 8 de enero de 2017, a la edad de 78 años. Jeremy, el hijo de Marvin, creció en el negocio y continúa con el legado de su padre.
Entre la colección se encuentra la réplica de P. T. Barnum del Gigante de Cardiff, una de las sillas eléctricas de la prisión de Sing Sing en la que murieron 30 personas, y un "inspector de alimentos" autómata que está configurado para vomitar continuamente en una pila de botellas de leche. También hay varios juegos de arcade modernos con monedas y un contador de premios para intercambiar boletos.

## En la cultura popular
Tally Hall, una banda de la cercana Ann Arbor, tituló su primer álbum como el nombre del museo.